# 木二糖
木二糖（英語：Xylobiose）是一种二糖，分子式C10H18O9，由两分子D-木糖通过β(1→4) 糖苷键构成。它可以用作一种替代甜味剂。